# A Perfect Getaway
A Perfect Getaway (2009) là một bộ phim kinh dị đạo diễn bởi David Twohy, dàn diễn viên khá tên tuổi: Milla Jovovich, Chris Hemsworth, Kiele Sanchez, Timothy Olyphant, Steve Zahn và Marley Shelton. Cốt truyện dựa trên tuần trăng mật của một đôi tình nhân (Steve Zahn và Milla Jovovich) ở Hawaii nơi mà họ đã sớm phát hiện ra rằng hướng dẫn viên du lịch của họ là những kẻ sát nhân. Bộ phim được quay ở Puerto Rico và Hawaii, dự kiến sẽ ra mắt công chúng bắc Mỹ ngày 7/8/2009 và Anh muộn hơn 5 ngày 12/8/2009.

## Nội dung chính
Hai đôi tình nhân (Steve Zahn và Milla Jovovich, Timothy Olyphant và Kiele Sanchez) trong kì nghỉ ở Hawaii đã phát hiện ra rằng: vài kẻ tâm thần đang theo dõi và giết chết khách du lịch trên hòn đảo. Cliff và Cydney là một đôi tình nhân trẻ ưa mạo hiểm, quyết định tổ chức tuần trăng mật của họ bằng một chuyến đi tới một trong những bãi biển đẹp nhưng hẻo lánh nhất ở Hawaii. Chu du trong sự hoang sơ và ẩn dật, họ tin rằng mình đã tìm thấy thiên đường đích thực. Cho đến khi họ gặp một nhóm khách du lịch với vẻ hoảng sợ, nói bóng gió về một vụ án mạng rùng rợn của một cặp vợ chồng mới cưới trên đảo, họ mới bắt đầu nhận ra họ nên quay trở về nhà. Không chắc chắn rằng nên ở lại hay quay về, họ gia nhập cùng với 2 đôi tình nhân khác và mọi thứ bắt đầu trở thành sai lầm khủng khiếp. Ở rất xa nền văn minh cũng như cứu hộ, ai trong số họ cũng bắt đầu trông giống như mối hiểm hoạ đối với người khác và không ai biết phải tin tưởng vào ai. Thiên đường nhanh chóng trở thành địa ngục trần gian. Một cuộc chiến tàn bạo giành sự sống bắt đầu...

## Danh sách vai diễn
| Diễn viên        | Vai diễn |
| ---------------- | -------- |
| Milla jovovich   | Cydney   |
| Steve Zahn       | Cliff    |
| Chris Hemsworth  | Kale     |
| Timothy Olyphant | Nick     |
| Kiele Sanchez    | Gina     |